# Trentepohlia (Trentepohlia) mcgregori
Trentepohlia (Trentepohlia) mcgregori is een tweevleugelige uit de familie steltmuggen (Limoniidae). De soort komt voor in het Oriëntaals gebied.